# Ectoderme
L'ectoderme, par opposition à l'endoderme et au mésoderme, est le feuillet externe de l'embryon des métazoaires qui se met en place au moment de la gastrulation. Il prend en charge le rôle de protection et de sensibilité. Au cours du développement, lors de la neurulation,  l'ectoderme se sépare en deux tissus : l'épiderme et le neuroectoderme.
L'ectoderme a généralement pour rôle de donner naissance à l'épiderme de la peau, mais aussi au cristallin et à la cornée des yeux, au nez, aux oreilles…
Le neuroectoderme est à l'origine du système nerveux : le myélencéphale, le métencéphale (cervelet) et le mésencéphale en dérivent, ainsi que la moelle épinière, les ganglions spinaux et sympathiques, les cellules pigmentaires et les cartilages viscéraux, notamment.
D'une façon générale, l'ectoderme est à l'origine des organes externes, des muqueuses, mais également du système nerveux, de l'émail des dents, du rectum.
D'un point de vue clinique, l'origine embryogénique commune entre la peau et les cellules nerveuses expliquent que des maladies comme les neurofibromatoses se présentent avec des anomalies à la fois de l'épiderme (par exemple, des tâches dites café au lait) et des tumeurs des cellules gliales entourant les nerfs, les neurofibromes.